# Slag bij Artemisium
De Slag bij Artemisium was een zeeslag tussen de alliantie van Griekse stadstaten en de Perzen in 480 v.Chr.. Volgens de traditie vond het plaats op dezelfde dag als de Slag bij Thermopylae op 11 augustus 480, maar het zou een paar dagen vroeger of later kunnen zijn.

## Achtergrond
De Griekse strijdkrachten, volgens Herodotus, bestonden uit 127 triremes uit Athene en Plataeae, 20 uit Athene en Chalkis, 40 uit Korinthe, 20 uit Megara, 18 uit Aigina, 12 uit Sicyon, 10 uit Sparta, 8 uit Epidaurus, 7 uit Eretria, 5 uit Troezen, 2 uit Styra en 2 uit Ceos. Er waren ook nog 9 andere schepen (penteconters, of vijftig-riemen schip). Om enige samenhang in de strijdkracht te bewaren gunden de Atheners, het meest bekwaam van alle Grieken in marine aangelegenheden, het bevel over de vloot aan Eurybiades van Sparta. De Griekse vloot plande een ontmoeting met de Perzen voor de kust van Artemisium op Evia, en ze hadden waarschijnlijk het voornemen om een gevecht te houden op ongeveer dezelfde dag als bij Thermopylae.

## Veldslag
Initieel ontmoetten de Perzen de Grieken voor de kust van Thessalië, bij Aphetae dicht bij Thermopylae, waar de Atheense commandant Themistocles poogde de Perzen op te houden terwijl het eiland Evia werd geëvacueerd. De Perzen stuurden 200 schepen rond de zuidpunt van Evia, in de hoop om de Grieken in te sluiten in de zee-engte, maar een Perzische overloper waarschuwde de Grieken voor deze plannen. Een Grieks smaldeel voer uit om hen te ontmoeten, en de Perzen stuurden een aantal schepen uit om hen weer te onderscheppen. De Griekse triremen omsingelden deze schepen, en ook al waren ze zwaar in de minderheid, toch bleken ze in staat om hen te verslaan met behulp van de rammen op de boeg van hun schepen. Dertig Perzische schepen werden buitgemaakt. De Perzische vloot trok zich terug voor de nacht, en alle 200 Perzische schepen die nog onderweg waren om Evia werden vernietigd in een plotselinge heftige storm diezelfde nacht. De volgende dag arriveerden nog eens 53 Atheense schepen, en een Griekse verrassingsaanval vernietigde enkele Perzische verkenningsschepen.
De volgende dag (11 augustus als geloof wordt gehecht aan de traditie van simultane veldslagen), zeilden de Perzen richting de Griekse vloot in de vorm van een halve cirkel in een poging ze in te sluiten voor de kust van Artemisium. Hier werkte echter de omvang van de Perzische vloot tegen hen, aangezien ze niet in staat waren om te manoeuvreren in de zee-engte en een groot gedeelte van de vloot werd vernietigd door de Grieken. Vijf Griekse schepen werden gevangengenomen door het Egyptische contingent, terwijl de Athener Cleinias, de vader van Alcibiades, eigenhandig een groot aantal Perzische schepen deed zinken.

## Nasleep
De twee zijden trokken zich nogmaals terug, en de Grieken kwam de nederlaag van Leonidas bij Slag bij Thermopylae ter ore. De Grieken bliezen de aftocht vanuit Artemisium en voeren richting zuiden langs de kust van Evia, terwijl Themistocles berichten achterliet voor het Ionische smaldeel van de Perzische vloot, hun dringend verzoekend om over te lopen naar hun mede-Grieken. Ondertussen hadden de Perzen Artemisium geplunderd. De Atheners onder Themistocles gingen naar het eiland Salamis, waar hun stadgenoten naartoe waren gevlucht nadat Xerxes I hun stad had ingenomen na zijn overwinning bij Thermopylae. Themistocles zou de maand daarop vloot leiden bij de Slag bij Salamis.